# Rantzauhöhe
Die Rantzauhöhe (im Dt. auch Ranzelberg u. Warkshöhe; dänisch Randselbjerg, od. Ranselbjerg, auch Værkshøj, nordfriesisch Wiarkshuuch, auch Ranselsberag) ist die dritthöchste Erhebung im Kreis Nordfriesland.
Sie liegt im Langenberger Forst und ist 45 m hoch. Der Langenberger Forst liegt auf den Gebieten der Gemeinden Enge-Sande, Leck und Stadum. Dem Langenberg mit der Rantzauhöhe kommt auch eine kulturhistorische Funktion zu, indem er früher ungefähr das dänische und nordfriesische Besiedlungsgebiet im Westen Südschleswigs trennte.

## Geschichte
Der Name der Rantzauhöhe geht auf dän. ransel für Rucksack zurück, der Name wurde im Deutschen später zu Rantzau- umgedeutet. Auf der Warkshöhe als höchstem Punkt des Langenberges soll sich früher ein Grabhügel befunden haben. Auf einer weiteren nahen Erhebung des Langenberges soll früher ein Stein mit einer Inschrift gefunden worden sein, bei der es sich um Runen handeln könnte.

## Sage von der Entstehung des Langenbergs
Einmal ist ein Riese von Dithmarschen über die Eider nordwärts gekommen, weil er in Ripen beim Kirchenbau helfen sollte. Als er durch den Sand der Goesharde wanderte, bekam er die Holzschuhe voll Sand. Da setzte er sich nördlich der Soholmer Au hin und schüttete den Sand aus. Davon entstanden die beiden höchsten Höhen des Langenberges: Ranselsberg und Werkshug.